# 氷見晃堂
氷見晃堂（ひみ こうどう　1906年10月30日 - 1975年2月28日）は、木工芸家。
重要無形文化財「木工芸」保持者（人間国宝）。本名、与三治（よさじ）。木工芸の人間国宝としては2番目の認定者（1970年）である。

## 概要
石川県金沢市出身。商家の子であるが、手職を身につけたほうがいいという父と祖父の考えにより、指物師北島伊三郎に弟子入りして3年間修行する。さらに木工家池田作美に師事して強い影響を受けた。
若いころから砂磨き法を研究し1926年に復活させる（砂磨き法とは、江戸時代までよく行われていた木材の加工法で、木材を砂で磨き、柔らかい部分をすり減らし、硬い年輪の部分を浮き上がらせる技法。しばらくは絶えていた技法である）。第二次大戦後松田権六の指導により金銀線縮れ象嵌を考案する。初期の作品には精緻な工作で華麗なものが多いが、次第に木材の自然な美しさに重点をうつす。しかし、晩年はまた華麗な象嵌を用いていた。作品は箱の他、机、棚、風呂先など大物作品が多く、桑材をよく使う。

## 経歴
- 1921年　小将町尋常高等小学校を卒業後、指物師の北島伊三郎に師事
- 1924年　池田作美に師事
- 1926年　石川県工芸奨励賞美術工芸展覧会入選、砂磨き法を復興
- 1943年　この年から氷見晃堂を名乗る[3]
- 1953年　第9回日展北斗賞受賞
- 1957年　金銀線縮れ象嵌法を考案
- 1964年　北國文化賞受賞
- 1970年　重要無形文化財「木工芸」保持者に認定
- 1971年　紫綬褒章受章
- 1974年　日本工芸会木竹部会長
- 1975年　勲四等旭日小綬章受章[2]